# Straßensystem in der Ukraine

Das Straßennetz in der Ukraine

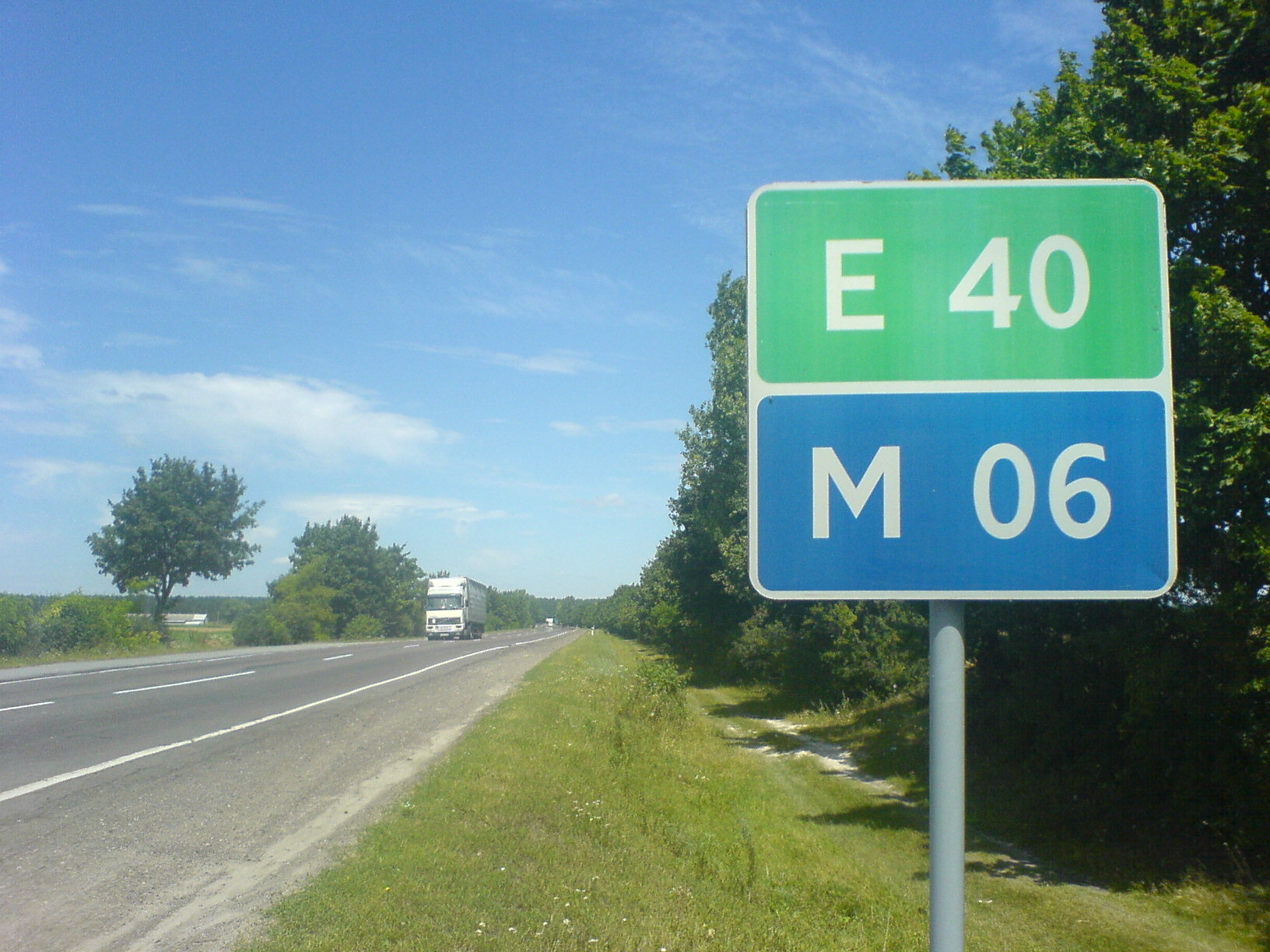
Straßenkennzeichnung einer internationalen Fernstraße samt Europastraßenzusatz

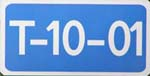
Straßenverkehrszeichen für eine Territorialstraße

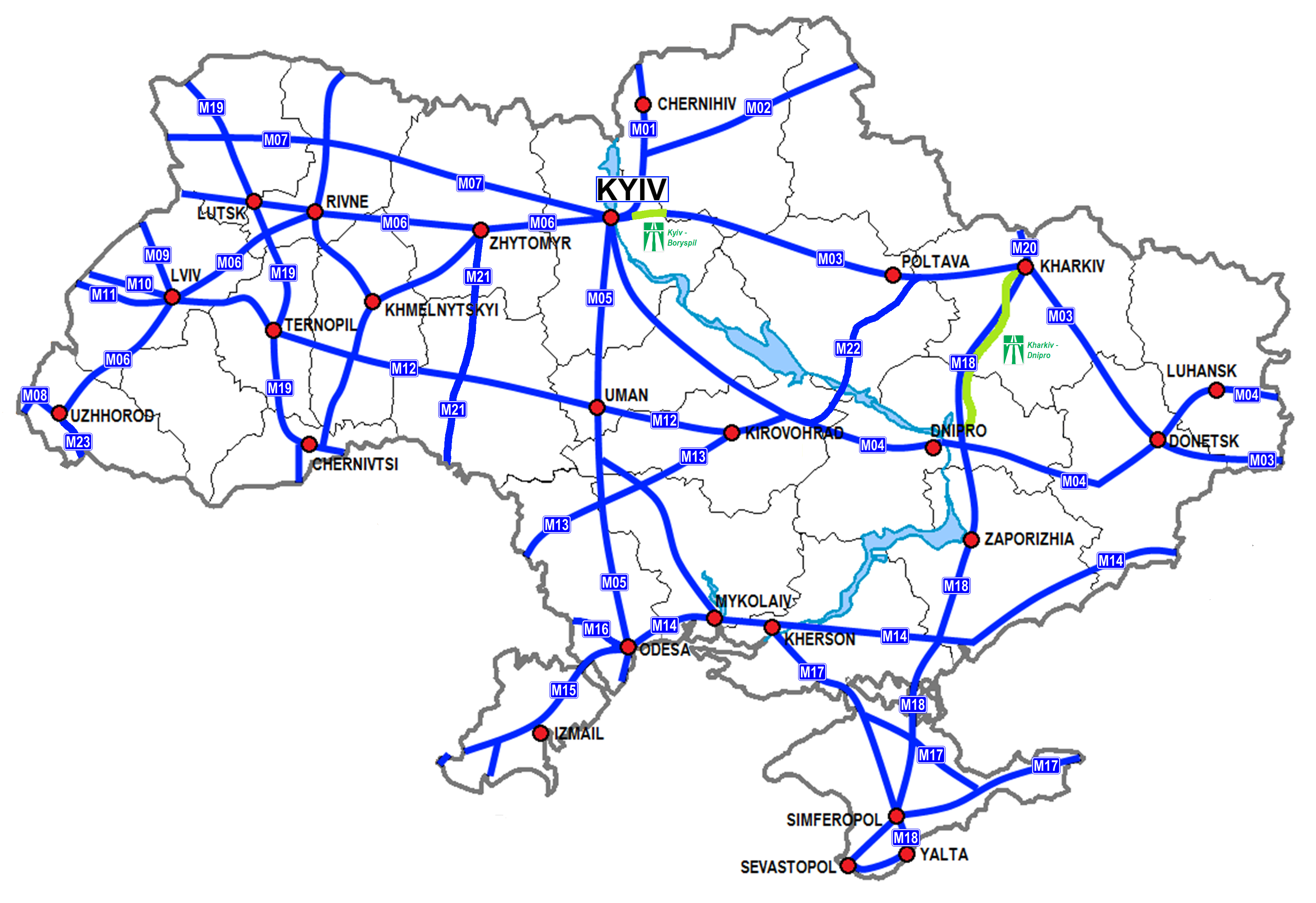
Hauptverkehrwegenetz der Ukraine

Das Straßensystem in der Ukraine besteht derzeit aus 169.500 Kilometern öffentlicher Wege, von denen 165.500 Kilometer befestigt sind.
Sie werden unterteilt in:
- Straßen von nationaler Bedeutung (дороги державного значення/dorohy derschawnoho snatschennja)[1][2]
  - Internationale (Fern-)Straßen (Міжнародні дороги/Mischnarodni dorohy): Bezeichnung M auf blauen Grund mit zweistelliger Nummer
  - Nationale (Fern-)Straßen (Національні дороги/Nazionalni dorohy): Bezeichnung Н (kyrillisches N) auf blauen Grund mit zweistelliger Nummer
  - Regionalstraßen (Регіональні дороги/Rehionalni dorohy): Bezeichnung Р (kyrillisches R) mit zweistelliger Nummer
  - Territorialstraßen (Територіальні дороги/Terytorialni dorohy): Bezeichnung T auf blauem Grund mit vierstelliger Nummer
- Ortsstraßen (дороги місцевого значення/dorohy miszewoho snatschennja)
  - Oblaststraßen: Bezeichnung О mit sechsstelliger Nummer
  - Rajonsstraßen: keine besondere Kennzeichnung

Die Straßen von nationaler Bedeutung werden von der Державне агентство автомобільних доріг України (Укравтодор/Ukrawtodor – Staatliche Straßenagentur der Ukraine) verwaltet, die dem ukrainischen Infrastrukturministerium untersteht.